# Euharlee
Euharlee es un pueblo ubicado en el condado de Gwinnett en el estado estadounidense de Georgia. En el censo de 2000, su población era de 3.208.

## Demografía
En el 2000 la renta per cápita promedia del hogar era de $53,714, y el ingreso promedio para una familia era de $55,912. El ingreso per cápita para la localidad era de $17,483. Los hombres tenían un ingreso per cápita de $38,382 contra $24,631 para las mujeres.

## Geografía
Euharlee se encuentra ubicado en las coordenadas 34°8′50″N 84°56′11″O / 34.14722, -84.93639 (34.147174, -84.936445).
Según la Oficina del Censo, la localidad tiene un área total de 12,3 km² (4,7 mi²), de la cual 12 km² (4,6 mi²) es tierra y 0,3 km² (0 mi²) (1.80%) es agua.